# 김응인
김응인(金應仁, ?~?)은 고려의 문신이다.

## 생애
1009년에 강조(康兆)가 목종을 폐위하고 대량원군(현종)을 옹립하려하자 황보유의(皇甫兪義)와 함께 신혈사(神穴寺)에 가서 대량원군을 데려왔다.
1011년, 거란이 고려를 침략하자 현종이 남하할 때 그를 따르던 많은 신하들이 달아났으나 채충순(蔡忠順) 등과 함께 끝까지 현종을 보좌했다.